# Vuelta Ciclista del Uruguay 1974
La 31.ª edición de la Vuelta Ciclista del Uruguay se disputó entre el 4 y el 14 de abril de 1974.

## Etapas
| Etapa | Fecha       | Recorrido                  | km       | Ganador (equipo)                        |
| 1.ª   | 4 de abril  | Contrarreloj en Montevideo | 6 (CRI)  | Saúl Alcántara (Caloi)                  |
| 2.ª   | 5 de abril  | Montevideo-San José        | 82,7     | Jorge Correa (Maroñas)                  |
| 3.ª   | 6 de abril  | San José-Carmelo           | 185,1    | Waldemar Pedrazzi (Alas Rojas)          |
| 4.ª   | 7 de abril  | Carmelo-Fray Bentos        | 132,6    | José Mockford (Maroñas)                 |
| 5.ª   | 8 de abril  | Fray Bentos-Paysandú       | 124      | Héctor Rondán (Joselín de Mercedes)     |
| 6.ª   | 9 de abril  | Paysandú-Tacuarembó        | 198      | Jorge Correa (Maroñas)                  |
| 7.ª   | 10 de abril | Tacuarembó-Durazno         | 189,6    | Alberto Meroni (Federación de Italia)   |
| 8.ª   | 11 de abril | Contrarreloj en Durazno    | 30 (CRI) | Giovanni Fedrigo (Federación de Italia) |
| 9.ª   | 12 de abril | Durazno-Canelones          | 159,3    | Diber Ferrari (Alas Rojas)              |
| 10.ª  | 13 de abril | Canelones-Pan de Azúcar    | 180      | Ramón Cañete (Policial)                 |
| 11.ª  | 14 de abril | Pan de Azúcar-Montevideo   | 151,1    | Braulio Massé (CC Carmelo)              |

### Clasificación individual
| Pos. | Ciclista                | Equipo               | Tiempo           |
| ---- | ----------------------- | -------------------- | ---------------- |
| 1.º  | Rúben Darío Messones    | Vusa de 33           | 34 h 55 min 45 s |
| 2.º  | Giovanni Fedrigo        | Federación de Italia | a 12 s           |
| 3.º  | Saúl Alcántara          | Caloi                | a 23 s           |
| 4.º  | Alberto Dumas Rodríguez | América              | a 41 s           |
| 5.º  | Adán Mansilla           | Peñarol de Solymar   | a 43 s           |
| 6.º  | Jorge Cuccia            | Nimes                | a 46 s           |
| 7.º  | Alberto Meroni          | Federación de Italia | a 52 s           |
| 8.º  | Lino Benech             | Sauce                | a 54 s           |
| 9.º  | Ramón Cañete            | Policial             | a 1 min 11 s     |
| 10.º | Braulio Massé           | C. C. Carmelo        | a 1 min 26 s     |